# 商洛地区
商雒专区，陕西省已撤消的专区。
1950年由商雒分区改置。在今陕西省南部。辖商县、丹凤、商南、雒南、镇安、山阳、柞水等县。专员公署驻商县（今商洛市）。1958年撤销丹凤、柞水二县。1961年恢复丹凤、柞水二县。1964年“雒”改为“洛”。1969年改置商洛地区。